# غال كوستا
غال كوستا (بالإنجليزية: Gal Costa)‏ (و. 1945  م) هي مغنية برازيلية، ولدت في سالفادور.

## جوائز
حصلت على جوائز منها:
- وسام الاستحقاق الثقافي [الإنجليزية]‏ (2010).

## وصلات خارجية
- غال كوستا على موقع IMDb (الإنجليزية)
- غال كوستا على موقع الموسوعة البريطانية (الإنجليزية)
- غال كوستا على موقع ألو سيني (الفرنسية)
- غال كوستا على موقع ميوزك برينز (الإنجليزية)
- غال كوستا على موقع أول ميوزيك (الإنجليزية)
- غال كوستا على موقع ديسكوغز (الإنجليزية)
- غال كوستا على موقع قاعدة بيانات الفيلم (الإنجليزية)
- غال كوستا في قاعدة بيانات الأفلام على الإنترنت